# Metafísica nativa
La Metafísica se ha dedicado a definir al ser y su finalidad desde el lenguaje judeocristiano de los filósofos desde la Edad Antigua. 
Hoy este concepto toma el lenguaje de los pensadores nativos de diversas naciones de la tierra de todos los tiempos. Re-dimensionar la rama más alta de la filosofía, desde el pensamiento de mujeres y hombres observaron la naturaleza y obtuvieron la sabiduría, la visión del Gran Misterio.
Metafísica, (del latín metaphysica y este del griego μετὰ φυσική, «más allá de la física») es una rama de la filosofía que estudia la naturaleza, estructura, componentes y principios fundamentales de la realidad.

## Origen de la Metafísica Nativa
Los abuelos de toda América dejaron un legado en la tradición oral, ellos mujeres y hombres wakan (gente santa) hablaron con el Gran Misterio sobre todas las formas de vida y lo presentaron para las futuras generaciones. 

## Estudio
Este estudio comienza transladando la interpretación de la realidad al lenguaje sagrado de los pueblos originarios, encontrando analogía
- Datos: Q28501230